# パイアセッキ VZ-8 エアジープ
VZ-8 エアジープ
- 用途：VTOL航空機
- 製造者：パイアセッキ・エアクラフト
- 運用者：アメリカ空軍
- 初飛行：1959年初頭[1]
- 生産数：2機
- 運用状況：キャンセル

パイアセッキ VZ-8 エアジープ（英語: Piasecki VZ-8 Airgeep）は、アメリカのパイアセッキ・エアクラフト社が設計および製造したプロトタイプのVTOL航空機。1959年、アメリカ陸軍向けに開発されたフライングジープは、ヘリコプターよりも小型で飛行が容易であることを想定していた。

## 概要
1956年、アメリカ陸軍は、危険、困難な地形の上空を飛行する能力を兼ね備えた軽航空機の提案を求め、1957年初頭にプロトタイプ開発の契約がパイアセッキ・エアクラフト、カーチス・ライト、クライスラーの3社に与えられた。

## 設計と開発

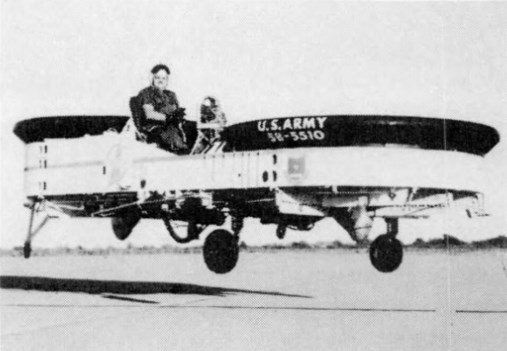
VZ-8P エアジープI（1959年）

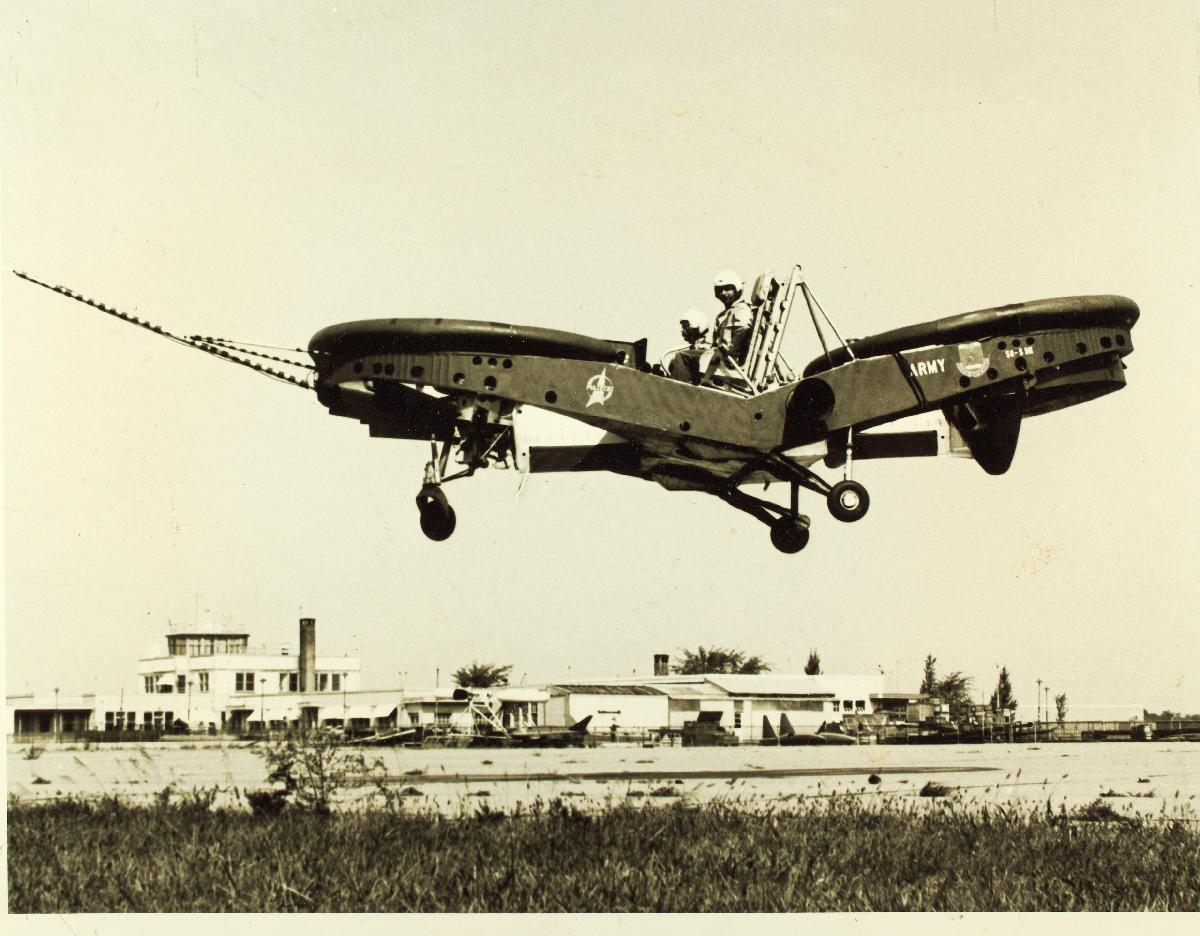
初飛行中のVZ-8P(B) エアジープII（1962年2月15日）

アメリカ陸軍の要件を満たすために、パイアセッキは、タンデム・ローター、3ブレード・ダクテッド・ローターを採用し、ローターの間に乗組員2人の座席が配置されていた。動力は2基のライカミングO-360-A2Aピストンエンジン（180 hp (134.2 kW)）、中央のギアボックスでローターを駆動していた。陸軍が発注した2機のうちの1機で、当初、パイアセッキはモデル59Kスカイカー（後にエアジープと改名）と命名、陸軍ではVZ-8Pと呼ばれ、1958年9月22日に飛行した。

## 運用履歴
1959年6月に、2基のピストンエンジンから１基のチュルボメカ アルトウステIIBターボシャフトエンジン425 hp (317 kW)に置き換えられた。フロートが取り付けられたモデル59Nとして評価するためにアメリカ海軍に貸与された後、陸軍に返還され、エンジンはより軽量で強力なギャレット TPE331エンジン（550 hp (410.1 kW)）に置き換えられた。
2番目のプロトタイプは設計を変更して完成し、パイアセッキではモデル59HエアシープIIと命名、陸軍ではVZ-8P(B)と呼ばれた。
2基のアルトウステ・エンジンを搭載し、パイロットと副操縦士/砲手用の射出座席とさらに乗客用の3座席を備えていた。また、陸上での機動性を高めるために、足回りに動力三輪車が装備された。
1962年2月15日、「トミー」アトキンスの操縦によりエアシープIIの初飛行が行われた。
エアシープは、通常は地上に近い場所で運用されるが、900m位まで飛行することが確認でき、飛行中は安定していることが証明された。また、低空飛行によりレーダーによる検出を回避することができた。
同じ要件を満たすためにアメリカ陸軍によって評価された他の2機（クライスラー・VZ-6およびカーチス・ライト_VZ-7）に対する優位性にもかかわらず、陸軍は、「フライングジープのコンセプトは現代の戦場には適さない」と判断し、代わりに通常のヘリコプターの開発に専念した。

## バリエーション
モデル59Kスカイカー

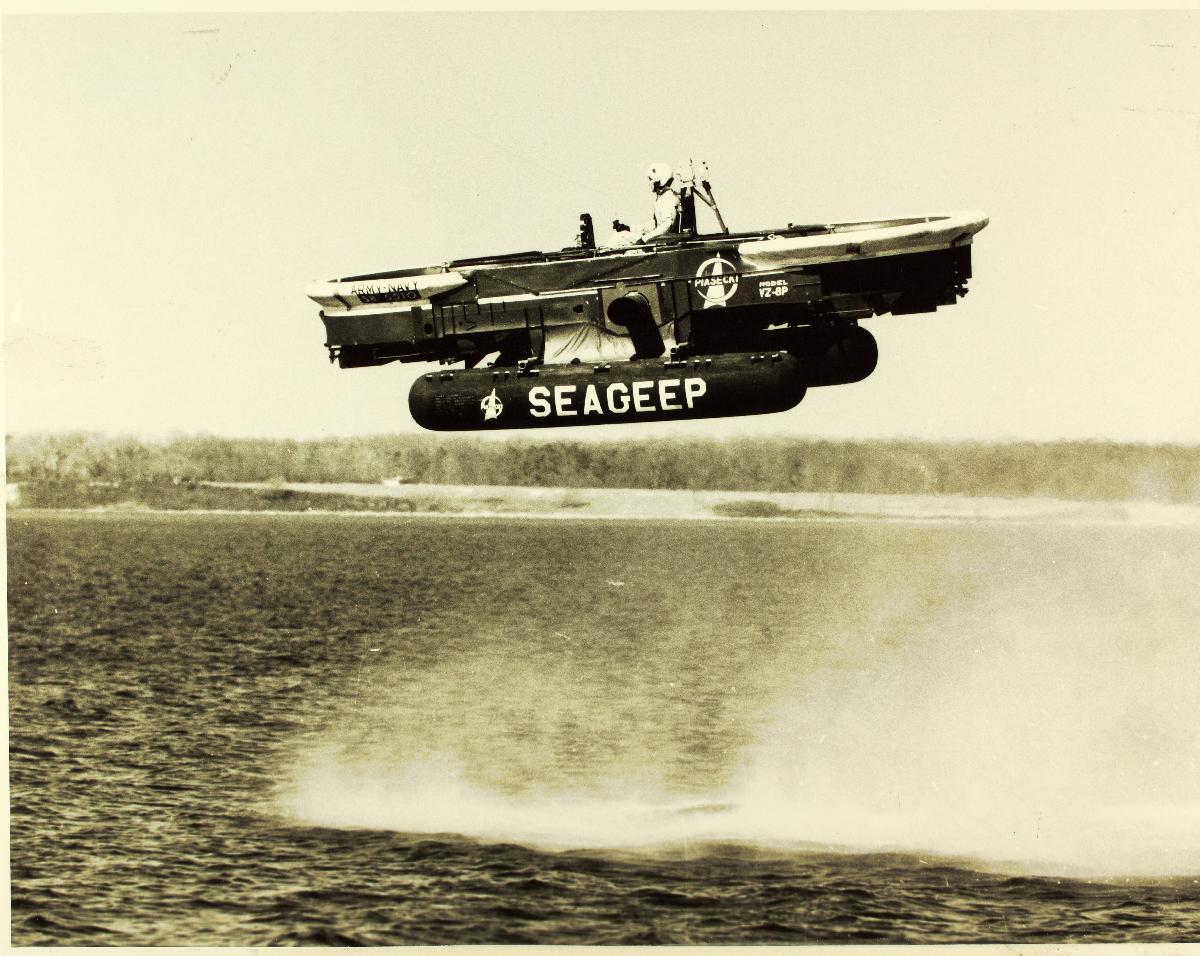
パイアセッキ・モデル59Nシージープ（1961年）

2基のライカミングO-360-A2Aピストンエンジン（180 hp (134.2 kW)）を搭載した最初のスカイカー、陸軍ではVZ-8Pと呼ばれた。その後、1基のチュルボメカアルトウステIIBターボシャフトエンジン（425 hp (316.9 kW)）に置き換えられた。
モデル59NシージープI
最初のスカイカー(ピストンエンジンが1基のアルトゥステに置き換えられた後)、アメリカ海軍に貸与されている間はフロートが取り付けられていた。
PA-59H エアジープII
2番目のスカイカー、陸軍ではVZ-8P(B)と呼ばれた。2基のチュルボメカアルトゥステIICターボシャフトエンジン（400 hp (298.3 kW)）を搭載して完成。乗員を含め最大5人乗りとなる。
VZ-8P エアジープI
納入された最初のスカイカーの軍用呼称。
VZ-8P-1 エアジープI
ピストンエンジンから、1基のチュルボメカアルトゥステIIB（425 hp (316.9 kW)）に置き換えられた初号機。
VZ-8P-2 エアジープI
アルトゥステエンジンから、より軽量で強力なギャレット TPE331エンジン（550 hp (410.1 kW)）に置き換えられた初号機。
VZ-8P(B)エアジープII
2番目のスカイカーの軍用呼称。

## 仕様 (VZ-8P (B))

### 一般的な特徴[8][5]
- 乗組員:2人(パイロットと副操縦士/砲手)
- 定員:最大3名様まで
- 長さ:24フィート5インチ(7.45 m)
- 幅:9フィート3インチ(2.82メートル)
- 高さ:5フィート10インチ(1.78 m)
- 空虚重量:2,611ポンド(1,184 kg)
- 総重量: 3,670ポンド(1,665 kg)
- 最大離陸重量:4,800ポンド(2,177 kg)
- パワープラント:2 ×チュルボメカ アルトウステIICターボシャフトエンジン、各550 hp(410 kW)
- メインローター直径:2 × 8フィート2インチ(2.5 m)

### パフォーマンス
- 最高速度:73キロ(毎時85マイル、毎時136キロ)
- 巡航速度:60キロ(時速70マイル、毎時112キロ)
- 航続距離: 30 海里 (35 マイル, 56 km)
- 実用上昇限度: 914 m(2,999 フィート)

### 武装
- 銃：無反動砲が装着可能

### 同時代同等の構成の航空機
- クライスラー・VZ-6
- カーチス・ライト VZ-7
- アブロ カナダ VZ-9 アブロカー（英語版）